# Усі стюардеси потрапляють на небеса
Усі стюардеси потрапляють на небеса (ісп. Todas las azafatas van al cielo) — романтична комедія аргентинського режисера Даніеля Бурмана. Світова прем'єра відбулася у лютому 2002 року на Берлінському кінофестивалі.

## Сюжет
Дія фільму відбувається у найпівденнішому місті світу Ушуаї. Замкнена у собі стюардеса Тереса відпочиває тут між рейсами і, дізнавшись про свою вагітність, розривається між двома крайнощами: абортом і самогубством. Депресивний офтальмолог Хуліан прилітає сюди тим же рейсом, щоб розвіяти над океаном прах померлої дружини (також стюардеси). Через захоплення аеропорту терористами Хуліан і Тереса затримуються в Ушуаї та зупиняються в одному готелі. Вони дивляться по телебаченню передачу про обмороження, і не змовляючись, їдуть в гори, щоб замерзнути насмерть, але замість вічності зустрічають одне одного.

## У ролях
- Альфредо Касеро — Хуліан
- Інгрід Рубіо — Тереса
- Норма Алеандро — Мати Тереси
- Валентина Бассі — Лілі
- Насарено Касеро — портьє
- Моніка Сансінетто — фармацевт
- Хосе Фабіо Сансінетто — фармацевт
- Емілі Дісі — сигнальник
- Даніель Хендлер — таксист
- Родольфо Самсо — пілот
- Кайне Ді Пілато — Каміла, донька сигнальника
- Вероніка Жінас — медсестра
- Каталіна Раутенберг — модель

## Нагороди і номінації
Стрічка отримала такі нагороди і номінації:
- номінація на гран-прі журі фестивалю Американського інституту кіно
- Золотий дельфін фестивалю Фестроя (Даніель Бурман)
- найкращий латиноамериканський фільм фестивалю у Санта-Фе
- нагорода за найкращий сценарій кінофестивалю у Санденсі[2][3]

## Фестивалі
Світова прем'єра відбулася у лютому 2002 року на Берлінському кінофестивалі. Також фільм було показано:
- у червні 2002 року на кінофестивалі у Трої
- 25 вересня 2002 року на кінофестивалі у Хельсінкі
- 4 жовтня 2002 року на Варшавському кінофестивалі
- 9 жовтня 2002 року на Кінофестивалі у Генті
- 20 жовтня 2002 року на кінофестивалі у Бергені